# Marko Mebus
Marko Mebus (* 15. Oktober 1993 in Bonn) ist ein deutscher Jazzmusiker (Trompete, Flügelhorn, Komposition).

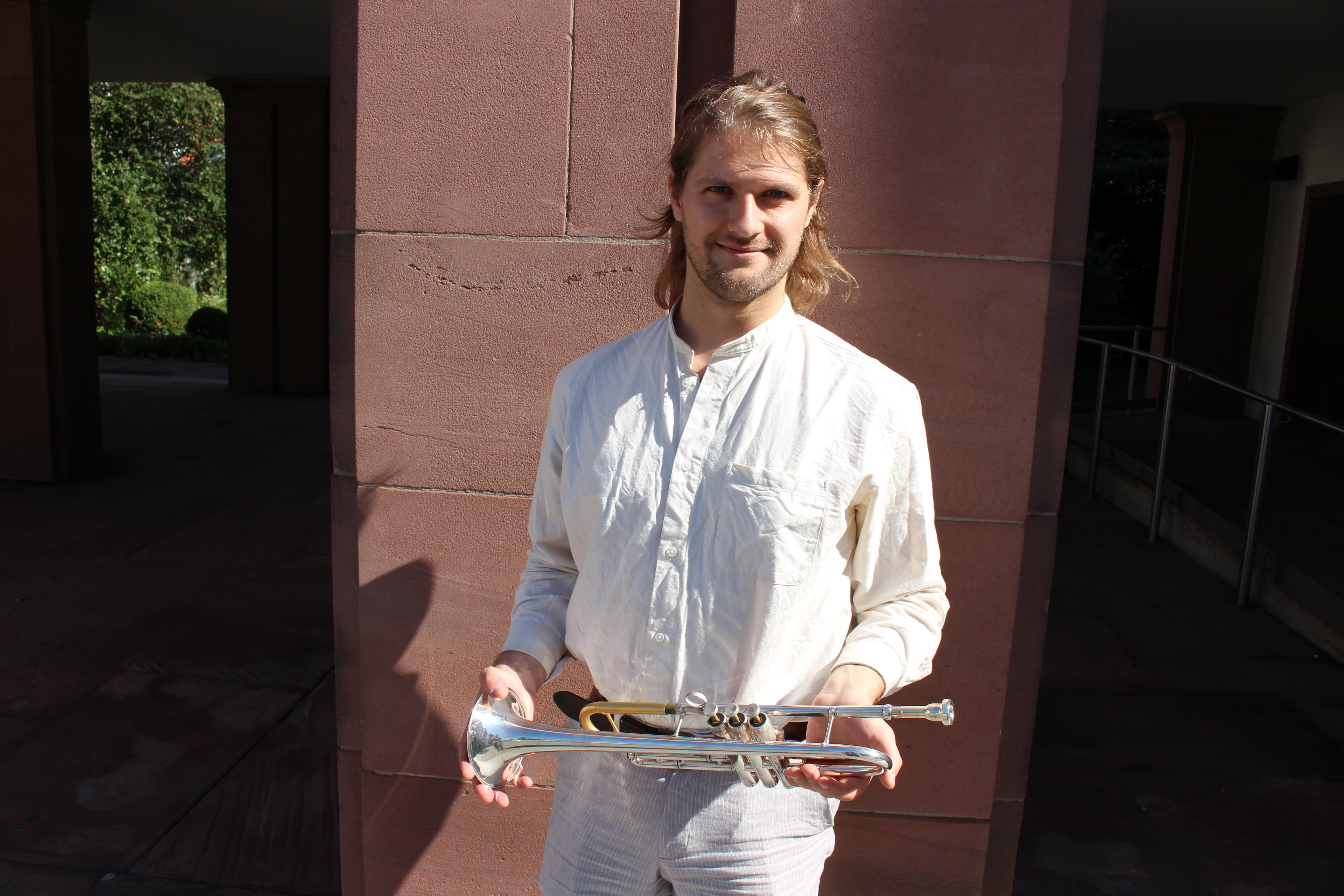
Marko Mebus (2023)

## Leben und Wirken
Mebus begann im Alter von zehn Jahren im Musikverein von St. Goar-Biebernheim mit dem Trompetenspiel. Über die an seiner Schule aktive Bigband, Anregungen seiner Eltern und CD-Aufnahmen von Louis Armstrongs Hot Five lernte er den Jazz kennen. Er wurde Mitglied im Landesjugendjazzorchester Rheinland-Pfalz, mit dem er auf internationalen Tourneen spielte. Bis zum Abschluss 2018 studierte er Jazztrompete an der Hochschule für Musik Mainz bei Axel Schlosser und Frank Wellert. Zwischen 2016 und 2018 gehörte er zum Bundesjazzorchester unter Niels Klein und Jiggs Whigham (Cuban Fire).
Mebus leitet verschiedene eigene Bands und spielt im Duo mit Bastian Weinig, mit dem er 2022 die CD Dualität bei Klangraum Records veröffentlichte. Zu seinem Ensemble Marko Mebus Cologne Experiment gehören Fabian Dudek, Felix Hauptmann, Yannik Tiemann und Jan Philipp. Mit gleicher Rhythmusgruppe und Julius Gawlik ist er auf dem Album Jazz Montez Presents Vol. I zu hören. Er tourte mit Wil Saldens Glenn Miller Orchestra, gehörte zur Kicks&Sticks Bigband und half mehrfach in der hr-Bigband aus, bei der er 2020 auch als Solist zu erleben war. 2020 wurde er Mitglied des Sunday Night Orchestra; mit dessen Solisten Hubert Winter, Michael Flügel sowie Markus Schieferdecker und Paul Höchstädter stellte er sein erstes Album vor.
Weiterhin spielte Mebus mit Vitold Rek & Young Spirit sowie mit Lutz Häfner & Wüste Welle Big Band, Denis Gäbel, Klaus Doldinger, Nils Landgren, Alexandra Lehmler, Wilson de Oliveira und dem Cologne Contemporary Jazz Orchestra. Er ist auch auf Alben mit Michael Villmow (Verley uns Frieden), Cris Cosmo (Alles Blau), John Schröder/Jesse van Ruller/Martin Scales & hr-Bigband (Kriegel Today), Agnes Lepp/The Big Leppinski, Annett Louisan (Kleine Große Liebe) und Maximilian Hering (Butter bei die Fische) zu hören.
Seit Oktober 2019 ist Mebus als Dozent für Jazztrompete am Dr. Hoch’s Konservatorium in Frankfurt am Main und seit Oktober 2024 auch als Dozent für Jazztrompete an der Hochschule für Musik Mainz tätig.